# Toni Kurz
Toni Kurz (Berchtesgaden, 13 gennaio 1913 – Grindelwald, 22 luglio 1936) è stato un alpinista tedesco.

## Prime ascensioni
Nato in una zona di montagne, si interessò fin da giovane all'alpinismo. Formò una cordata molto affiatata con Andreas Hinterstoisser, suo conterraneo, e nei primi anni trenta i due effettuarono numerose prime ascensioni sulle Alpi orientali. Molte di queste vie furono all'epoca classificate di VI grado, ma, in seguito alla riforma della scala di difficoltà UIAA effettuata negli anni settanta, alcune di queste vie furono riclassificate a VII grado.
Tra le ascensioni della coppia:
- nel massiccio dell'Untersberg:
  - la parete sud-ovest del Berchtesgadener Hochthron nel 1934
  - sempre sul Berchtesgadener Hochthron, la diretta al pilastro sud nel 1936
- sul Reiter Alm:
  - parete Wartstein (1935)
  - parete sud del Grossen Mühlsturzhorns (1936)
- sul Watzmann:
  - diretta alla parete sud del terzo Watzmannkind (1935)

## La parete nord dell'Eiger

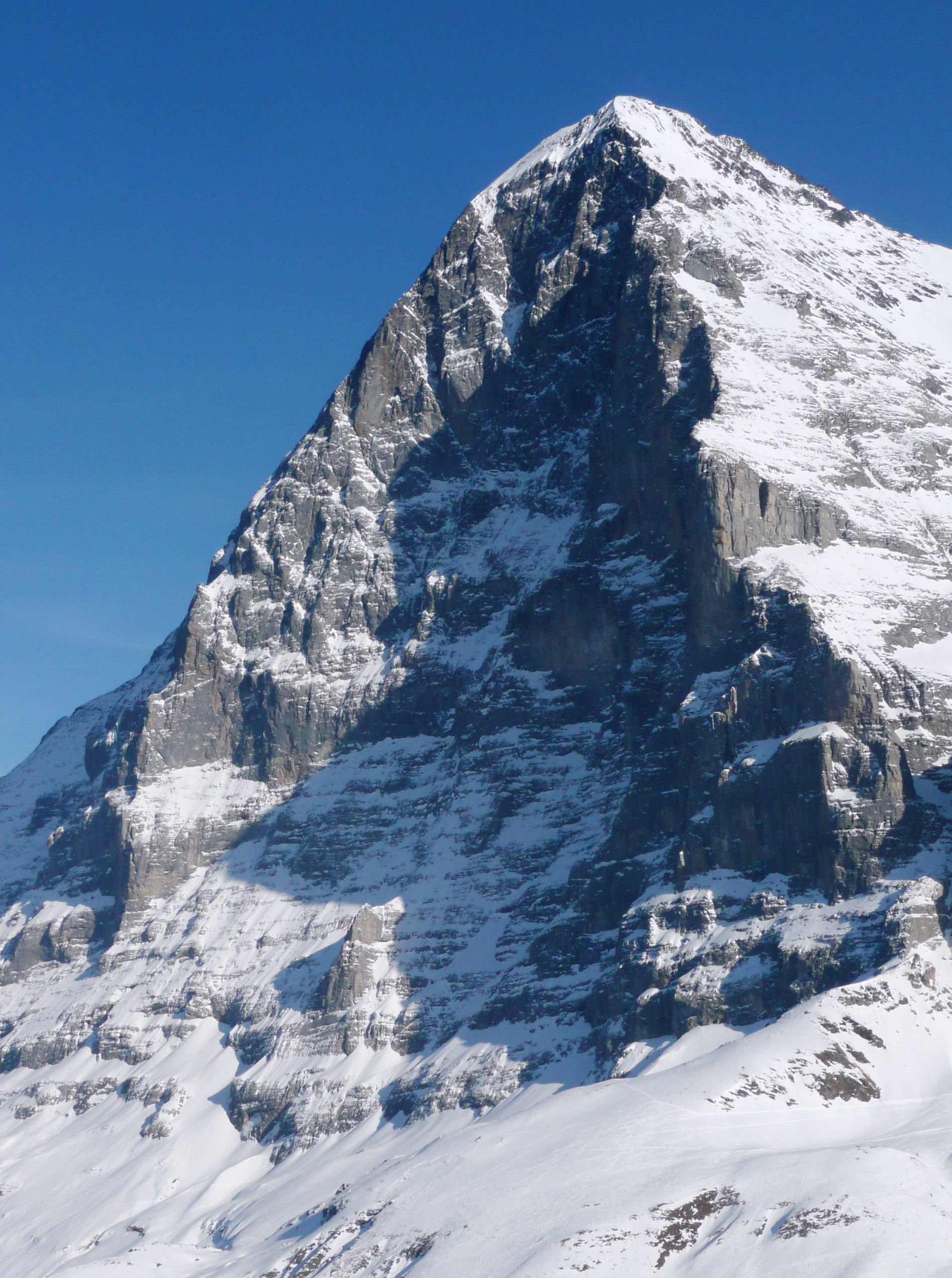
La parete nord dell'Eiger

Nel 1936 Kurz e Hinterstoisser stavano prestando il servizio militare presso il 100° Jäger-Regiment a Bad-Reichenhall. Nel luglio del 1936, ottenuta una licenza, i due si recarono in Svizzera, dove intendevano tentare la prima salita della parete nord dell'Eiger, all'epoca ancora inviolata, e considerata "impossibile". La parete veniva considerata talmente pericolosa che un comunicato del Comitato Centrale del Club Alpino Svizzero riferiva che le guide non dovevano sentirsi obbligate ad andare in soccorso di chi si fosse trovato in condizioni critiche sulla parete.
Venuto a conoscenza delle loro intenzioni, il loro comandante, il colonnello R. Konrad, a sua volta alpinista esperto, telefonò a Grindelwald per vietare loro il tentativo, ma i due avevano già lasciato la tenda per avvicinarsi alla parete.
I due attaccarono la parete il 18 luglio, insieme alla cordata austriaca formata da Edi Rainer e Willy Angerer; le due cordate salirono separate fino alla "grotta del bivacco", dove si unirono. I quattro alpinisti non seguirono la via tracciata dai loro predecessori, ma si tennero più a destra, fino ad arrivare ad un punto dove dovevano traversare verso il cosiddetto "primo nevaio". Il traverso fu superato da Andreas Hinterstoisser, presto seguito dai compagni; i quattro ritirarono la corda e proseguirono. All'altezza del "primo nevaio" la coppia austriaca cominciò a muoversi molto lentamente: Angerer era stato infatti colpito alla testa da una pietra, ed aveva difficoltà di movimento. I quattro bivaccarono tra il primo ed il secondo nevaio.
Il 19 luglio i quattro si misero in movimento piuttosto tardi, e continuarono a muoversi insieme, ma molto lentamente. In serata giunsero poco sotto il "bivacco della morte", dove si fermarono per la notte.
Il 20 luglio di nuovo si misero in movimento molto tardi; Angerer non poteva proseguire, così i quattro cominciarono a ridiscendere. Sempre molto lentamente, attraversarono a ritroso il secondo nevaio, scesero al primo nevaio, e qui si fermarono per la notte.
Il 21 luglio Angerer era quasi impossibilitato a muoversi, ed il tempo stava rapidamente peggiorando. I quattro scesero all'altezza del traverso percorso il primo giorno, ma non riuscirono a percorrerlo a ritroso, nonostante i numerosi tentativi di Hinterstoisser. Durante i tentativi, furono contattati da uno dei guardiani della Jungfraubahn, attraverso la finestra che si apre sulla parete nord; i quattro riferirono di essere in buone condizioni e di non aver bisogno di aiuto.
Non potendo ridiscendere per la via di salita, decisero di calarsi in verticale, con una serie di discese in corda doppia, fino a raggiungere un sistema di cenge che li avrebbe condotti alla finestra della ferrovia, dove sarebbero stati in salvo. La discesa avrebbe però dovuto svolgersi su una linea molto esposta a valanghe e scariche di pietre, mentre il tempo continuava a peggiorare.

### L'incidente
Mentre stavano preparando una discesa, i quattro furono investiti da una valanga. Andreas Hinterstoisser era slegato dagli altri e fu trascinato via dalla valanga. Gli altri tre erano legati tra loro, con la corda passante in un chiodo fissato alla parete, ma non riuscirono a tenersi. Angerer e Kurz caddero lungo la parete mentre Rainer fu trascinato verso monte dalla caduta dei due e schiacciato violentemente contro la parete. Angerer sbatté contro la parete e morì sul colpo; Rainer morì in pochi minuti. Kurz sopravvisse e rimase appeso alla corda tra i due compagni morti, invocando aiuto. Le sue grida furono sentite dal guardiano della ferrovia, che chiamò i soccorsi a valle. Una squadra di soccorso composta da Hans Schlunegger e dai fratelli Christian e Adolf Rubi lasciò Grindelwald e, su un treno speciale messo a disposizione dalla Jungfraubahn, si recò alla finestra della galleria, da cui salì sulla parete. I tre riuscirono a raggiungere un punto a circa 100 metri sotto Kurz; non poterono andare oltre a causa delle pessime condizioni del tempo e della parete, dovettero dire a Kurz che sarebbero tornati il giorno dopo, nonostante le sue disperate grida d'aiuto.

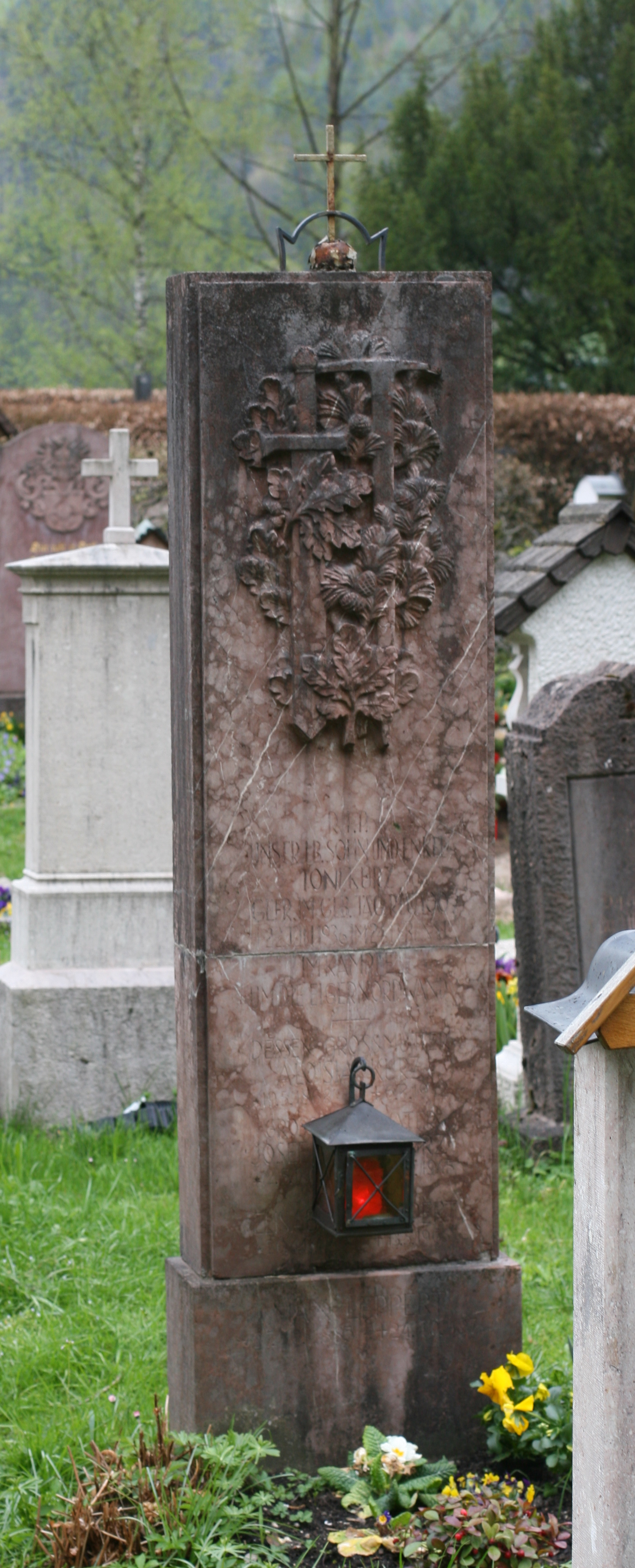
La tomba di Kurz a Berchtesgaden

Il giorno seguente, 22 luglio, la squadra di soccorso (a cui si era aggiunto Arnold Glatthard) tornò sulla parete e, grazie anche alle migliorate condizioni del tempo, riuscì a raggiungere un punto a soli 40 metri da Toni Kurz. Questi era sopravvissuto alla notte all'aperto; aveva però perso il guanto sinistro e l'intero braccio era bloccato per il congelamento. La squadra non poté salire più in alto: la parete era estremamente liscia e aggettante, per di più coperta di ghiaccio. L'unica possibilità per Toni Kurz era quella di scendere con le sue forze fino all'altezza dei soccorritori. Kurz riuscì a tagliare la corda che lo legava alla salma di Angerer e risalì al terrazzino di partenza — dal quale liberò il resto della corda. Poiché essa era troppo corta per raggiungere i soccorritori, cominciò a separarne i trefoli. Dopo cinque ore di lavoro, Kurz riuscì a legare insieme i tre trefoli e a calarli fino ai soccorritori; questi legarono al cordino una corda intera e del materiale da armo (martello, chiodi, moschettoni). Poiché però non avevano una corda di lunghezza sufficiente, legarono insieme due corde. Kurz recuperò la corda, la fissò alla parete e cominciò a scendere, dopo aver fatto passare la corda in un moschettone fissato a un anello di cordino intorno al suo corpo. Superato un tetto aggettante, scese nel vuoto per un tratto ma quando incontrò la giunzione delle corde si fermò: il nodo non passava attraverso il moschettone. Kurz tentò disperatamente di far passare il nodo, di scioglierlo, di passarvi sotto, continuamente spronato dalla squadra di soccorso, inutilmente. Dopo numerosi tentativi disse a voce chiara e ben discernibile: "Ich kann nicht mehr" ("Non ne posso più"). Si lasciò andare e in breve tempo morì.

## Riferimenti nella cultura
La storia di Toni Kurz fu narrata in dettaglio per la prima volta nel libro Il ragno bianco di Heinrich Harrer, uscito nel 1959, che ripercorre la storia delle ascensioni della parete nord dell'Eiger.
Questo racconto fu ripreso da Joe Simpson nel suo libro The Beckoning Silence, pubblicato nel 2003; dal libro fu tratto nel 2007 un documentario televisivo, girato da Louise Osmond, dove viene effettuata una ricostruzione storica degli eventi di quella scalata.
I personaggi e gli eventi della scalata del 1936 sono alla base del film tedesco North Face - Una storia vera (2008), del regista Philipp Stölzl.